# Тіффані Геддіш
Ті́ффані Сара Корнілія Геддіш (англ. Tiffany Sarac Haddish; нар. 3 грудня 1979) — американська стендап-комікеса, комедійна кіно- і телеакторка, акторка озвучування та сценаристка, письменниця, учасниця міжнародних форумів.

## Біографія
Народилася 3 грудня 1979 року в Лос-Анджелесі. Батько — Цігайє Реда Гаддіш, був емігрантом з Еритреї, вихідцем з родини еритрейських євреїв. Мати Леола — афроамериканка, мала невеликий бізнес та була Свідком Єгови. Батьки розлучилися, коли Тіффані було 3 роки. Згодом мати одружилася знову і народила ще чотирьох дітей. У 1988 році мати з вітчимом потрапила в ДТП і зазнала серйозного пошкодження мозку. Її визнали неповносправною, і її 5 дітей відправили під опіку в різні прийомні сім'ї. Лише в 1994 році мати Тіффані Геддіш змогла отримати опіку над онуками.

## Кар'єра
Знявшись у кількох телевізійних серіалах і виконавши головну роль у першому сезоні драми «Якщо кохати тебе неправильно» (2014—2015), Геддіш здобула популярність завдяки ролям у ситкомі «Кармайкл шоу» (2015—2017) і кінокомедії «Ульотні дівчата» (2017). За роль Діни у фільмі «Ульотні дівчата» Геддіш отримала нагороди Асоціації афроамериканських кінокритиків, «Black Reel Awards», «NAACP Image Awards» та Спільноти кінокритиків Нью-Йорка як найкраща акторка другого плану. Вона також отримала кінонагороди MTV за найкращий прорив року і за найкраще комедійне виконання.
Після цього знімалася в головних ролях в таких фільмах, як «Кіану» (2016), «Нічна школа» (2018), «Ніхто не дурень» (2018), «Королеви криміналу» (2019), «Гламурний бізнес» (2020) і «Холодний розрахунок» (2021).
2018 року за участь в телешоу «Суботнього вечора в прямому ефірі» отримала Прайм-тайм премію «Еммі» як найкраща запрошена акторка в комедійному телесеріалі.
2021 року отримала премію «Греммі» за найкращий комедійний альбом.

## Фільмографія
| Рік       |    | Українська назва                       | Оригінальна назва                       | Роль                                                    |
| --------- | -- | -------------------------------------- | --------------------------------------- | ------------------------------------------------------- |
| 2005      | ф  | Міська демографія                      | The Urban Demographic                   | Джаніс Грін                                             |
| 2006      | с  | Мене звати Ерл                         | My Name Is Earl                         | Робін (серія «The Bounty Hunter»)                       |
| 2006      | с  | У Філадельфії завжди сонячно           | It's Always Sunny in Philadelphia       | Стріппер (серія «Charlie Gets Crippled»)                |
| 2007      | с  | Просто Джордан                         | Just Jordan                             | Даймонд (серія «Krumpshakers»)                          |
| 2008      | ф  | Знайомство зі спартанцями              | Meet the Spartans                       | міська дівчина                                          |
| 2008      | тф | Гонки на час                           | Racing for Time                         | Деніс                                                   |
| 2009      | ф  | Промоутери Янки                        | Janky Promoters                         | Мішель                                                  |
| 2009      | с  | У материнстві                          | In the Motherhood                       | Тедді (серія «It Takes a Village Idiot»)                |
| 2009      | с  | Секретна дівчина                       | Secret Girlfriend                       | колега Джессіки (серія «You and Your Ex Call It Quits») |
| 2009      | вг |                                        | Terminator Salvation                    | солдатка опору                                          |
| 2010      | кф |                                        | Wax On, F*ck Off                        | повія                                                   |
| 2011      | ф  |                                        | Driving by Braille                      | Drum Major                                              |
| 2012      | с  | Гра                                    | The Game                                |                                                         |
| 2013      | ф  |                                        | Christmas Wedding                       | Аврора                                                  |
| 2013—2014 | с  | Реальні чоловіки Голлівуду             | Real Husbands of Hollywood              | Тіффані (7 серій)                                       |
| 2014      | ф  |                                        | 4Play                                   | комікеса                                                |
| 2014      | ф  |                                        | Patterns of Attraction                  | Сандра Льюїс                                            |
| 2014      | ф  |                                        | Wishes                                  | Джені                                                   |
| 2014      | ф  | Школа танцю                            | School Dance                            | Тріна                                                   |
| 2014—2015 | с  | Якщо любити тебе неправильно           | If Loving You Is Wrong                  | Джекі (14 серій)                                        |
| 2014      | с  | Новенька                               | New Girl                                | Леслі (серія «Exes»)                                    |
| 2014      | мс | ТріпТанк                               | TripTank                                | Делсія (3 серії)                                        |
| 2015      | ф  |                                        | All Between Us                          | Mishawn                                                 |
| 2015—2017 | с  | Кармайкл шоу                           | The Carmichael Show                     | Некейша (25 серій)                                      |
| 2016      | ф  | Кіану                                  | Keanu                                   | Тріна Паркер                                            |
| 2016—2017 | мс | Легенди про Чемберлен-Гайтс            | Legends of Chamberlain Heights          | Сінді (18 серій)                                        |
| 2017      | ф  | Безумні сім'ї                          | Mad Families                            | Кеко                                                    |
| 2017      | ф  | Ульотні дівчата                        | Girls Trip                              | Діна                                                    |
| 2017      | ф  |                                        | Boosters                                | Дебра                                                   |
| 2018      | ф  | Дядько Дрю                             | Uncle Drew                              | Джесс                                                   |
| 2018      | ф  | Нічна школа                            | Night School                            | Керрі                                                   |
| 2018      | ф  | Присяга                                | The Oath                                | Кей                                                     |
| 2018      | ф  | Ніхто не дурень                        | Nobody's Fool                           | Таня                                                    |
| 2018      | с  | Історія п'яних                         | Drunk History                           | Камео (серія «Heroines»)                                |
| 2019      | мф | Lego Фільм 2                           | The Lego Movie 2: The Second Part       | королева Ватевра Ва-Набі                                |
| 2019      | мф | Секрети домашніх тварин 2              | The Secret Life of Pets 2               | Дейзі                                                   |
| 2019      | ф  | Королеви криміналу                     | The Kitchen                             | Рубі О'Керолл                                           |
| 2020      | ф  | Гламурний бізнес                       | Like a Boss                             | Мел Пейдж                                               |
| 2021      | ф  | Холодний розрахунок                    | The Card Counter                        | Ла Лінда                                                |
| 2022      | ф  | Нестерпна тяжкість величезного таланту | The Unbearable Weight of Massive Talent | Віван                                                   |
| 2023      | ф  | Маєток з привидами                     | Haunted Mansion                         | Гаррієт                                                 |
| 2024      | ф  | Погані хлопці: Все або нічого          | Bad Boys: Ride or Die                   | Табіта                                                  |